# Zygentoma
Ordre
Les zygentomes (Zygentoma) sont un ordre d'insectes
aptères.
Ils formaient un sous-ordre de l'ancien ordre des thysanoures avec les archaeognathes, parfois le terme thysanoure est utilisé pour parler des seuls zygentomes.

## Description
C'est un groupe encore assez mal connu (On en connaissait 300 espèces environ au milieu des années 1980, la plupart en zone tropicale). Peu d'espèces ont été trouvées en Europe (peut-être à la suite des dernières glaciations), mais près de 25 espèces avaient déjà été identifiées en Australie au milieu des années 1980.
Ils sont morphologiquement proches des archéognathes, mais plus petits, avec des cerques plus arrondis, et ils en diffèrent par leur mode de vie. 
Fuyant la lumière directe, ils apprécient les grottes et les anfractuosités rocheuses sombres et humides, jusqu'en bordure de mer, dans les zones exposées aux embruns où ils se nourrissent de restes de mousses, lichens, champignons microscopiques, spores, pollens, etc. Certaines espèces vivent exclusivement dans des nids de fourmis, sur un mode symbiotique ou parasitaire. 
Deux espèces de Zygentoma sont bien connues de l'Homme : il s'agit du poisson d'argent qui s'est adapté aux maisons, et principalement aux endroits humides ou sombres (caves, dessous de douches et de baignoires...), s'y  nourrissent de détritus, poussière, cuir, tissus, papier, et éventuellement de pâtes, de farines, etc. La seconde espèce, la thermobie (en) domestique, est curieusement attirée par les endroits les plus chauds de nos maisons, comme les conduites d'eau chaude, etc. Son régime alimentaire est à peu près le même que celui du poisson d'argent.
Certaines espèces spécialisées vivent dans les fourmilières.

## Caractéristiques
- corps allongé (5 à 12 mm), souvent couvert de fines écailles,
- aptère (pas d'aile)
- antennes longues et soudées
- pas d'ocelles sur la tête (alors que les archaeognathes en ont)
- abdomen terminé par deux cerques entre lesquelles est disposé un filament caudal
- pièces buccales broyeuses

Ils croissent lentement, vivant souvent plusieurs années en passant par de nombreuses mues successives.

## Classification
Les 600 espèces sont réparties en six familles actuelles
- Ateluridae Remington, 1954
- Lepidotrichidae Wygodzinsky, 1961
- Lepismatidae Latreille, 1802
- Maindroniidae Escherich, 1905
- Nicoletiidae Escherich, 1905
- Protrinemuridae Mendes, 1988
- †Carbotripluridae Kluge, 1996

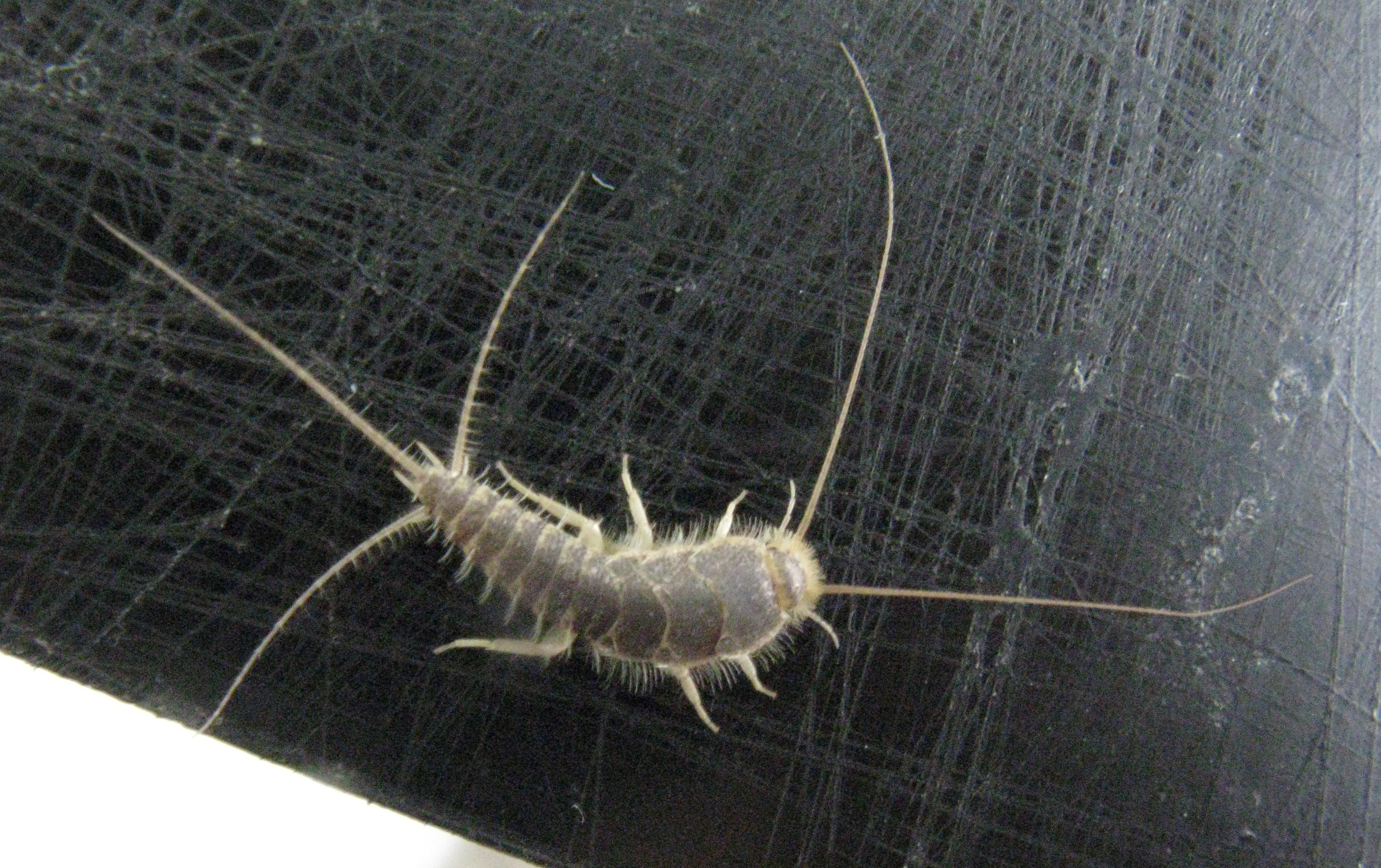
Ctenolepisma longicaudata (Lepismatidae)
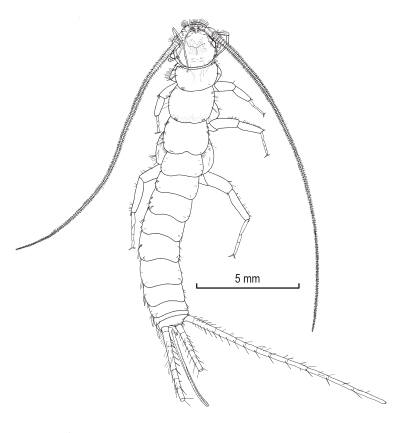
Maindronia bashagardensis (Maindroniidae)
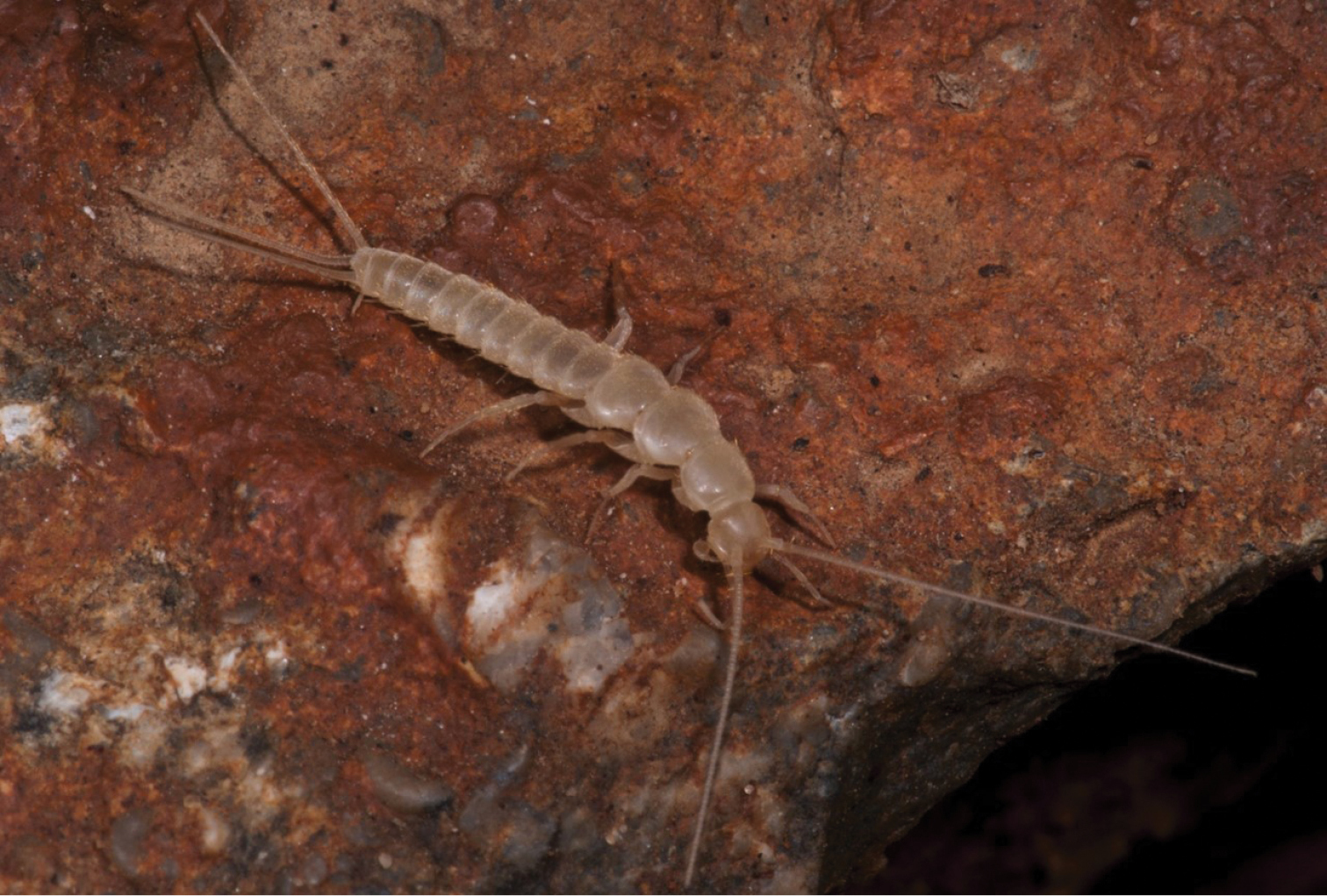
Speleonycta ozarkensis (Nicoletiidae)

## Publication originale
- Börner, 1904 : Zur Systematik der Hexapoden. Zoologischer Anzeiger, vol. 27, p. 511-533.